# Olympiáda dětí a mládeže 2025
Byly to v pořadí XI. Zimní olympijské hry dětí a mládeže, které pořádal Moravskoslezský kraj (26. 1. - 30. 1. 2025). Sportoviště hostila obec Bílá a města Frýdek-Místek, Český Těšín, Třinec a Ostrava. Her se zúčastnilo 1127 sportovců, kteří bojovali ve 12 sportech a 27 disciplínách.

## Zahájení
Zahájení se konalo 26. 1. 2025 v třinecké Werk Areně, kde se představilo všech 14 krajů se svými sportovci. Zahájení se zúčastnil, poprvé za celou dobu konání her i prezident ČR, Petr Pavel.

## Sporty na hrách
- Akrobatické lyžování
- Alpské disciplíny
- Běžecké lyžování
- Běžecké lyžování zrakově postižených
- Biatlon
- Lední hokej
- Krasobruslení
- Snowboarding
- Sportovní lezení
- Šachy
- Taneční sport
- Umělecká soutěž

## Pořadí krajů podle medailí
| Pořadí | Kraj                 | Zlato | Stříbro | Bronz | Celkově |
| ------ | -------------------- | ----- | ------- | ----- | ------- |
| 1.     | Královéhradecký kraj | 13    | 6       | 4     | 23      |
| 2.     | Liberecký kraj       | 7     | 12      | 8     | 27      |
| 3.     | Karlovarský kraj     | 7     | 1       | 3     | 11      |
| 4.     | Středočeský kraj     | 6     | 1       | 3     | 10      |
| 5.     | Moravskoslezský kraj | 5     | 9       | 3     | 17      |
| 6.     | Zlínský kraj         | 5     | 5       | 4     | 14      |
| 7.     | Plzeňský kraj        | 5     | 3       | 5     | 13      |
| 8.     | Hlavní město Praha   | 3     | 7       | 6     | 16      |
| 9.     | Kraj Vysočina        | 3     | 4       | 3     | 10      |
| 10.    | Pardubický kraj      | 2     | 4       | 4     | 12      |
| 11.    | Olomoucký kraj       | 2     | 0       | 2     | 4       |
| 12.    | Jihomoravský kraj    | 1     | 4       | 3     | 8       |
| 13.    | Ústecký kraj         | 1     | 2       | 6     | 9       |
| 14.    | Jihočeský kraj       | 0     | 2       | 4     | 6       |

## Pořadí krajů podle bodování
| Pořadí | Kraj                 | Body |
| ------ | -------------------- | ---- |
| 1.     | Moravskoslezský kraj | 231  |
| 2.     | Hlavní město Praha   | 219  |
| 2.     | Královéhradecký kraj | 219  |
| 4.     | Liberecký kraj       | 185  |
| 5.     | Středočeský kraj     | 184  |
| 6.     | Zlínský kraj         | 182  |
| 7.     | Jihomoravský kraj    | 159  |
| 8.     | Plzeňský kraj        | 158  |
| 9.     | Pardubický kraj      | 154  |
| 10.    | Olomoucký kraj       | 133  |
| 11.    | Jihočeský kraj       | 129  |
| 11.    | Ústecký kraj         | 129  |
| 13.    | Karlovarský kraj     | 127  |
| 14.    | Kraj Vysočina        | 115  |

## Vítězové
| Lední hokej          | Lední hokej        | Lední hokej     |
| 1. místo             | 2. místo           | 3. místo        |
| -------------------- | ------------------ | --------------- |
| Moravskoslezský kraj | Hlavní město Praha | Pardubický kraj |

| Biatlon (štafety chlapci) | Biatlon (štafety chlapci) | Biatlon (štafety chlapci) |
| 1. místo                  | 2. místo                  | 3. místo                  |
| ------------------------- | ------------------------- | ------------------------- |
| Středočeský kraj          | Liberecký kraj            | Kraj Vysočina             |

| Biatlon (štafety dívky) | Biatlon (štafety dívky) | Biatlon (štafety dívky) |
| 1. místo                | 2. místo                | 3. místo                |
| ----------------------- | ----------------------- | ----------------------- |
| Královéhradecký kraj    | Kraj Vysočina           | Liberecký kraj          |

| Biatlon (závod s hromadným startem, mladší dívky) | Biatlon (závod s hromadným startem, mladší dívky) | Biatlon (závod s hromadným startem, mladší dívky) |
| 1. místo                                          | 2. místo                                          | 3. místo                                          |
| ------------------------------------------------- | ------------------------------------------------- | ------------------------------------------------- |
| Nela Svobodová (VYS)                              | Lucie Mocíková (ÚSK)                              | Amálie Málková (JMK)                              |

| Biatlon (závod s hromadným startem, starší dívky) | Biatlon (závod s hromadným startem, starší dívky) | Biatlon (závod s hromadným startem, starší dívky) |
| 1. místo                                          | 2. místo                                          | 3. místo                                          |
| ------------------------------------------------- | ------------------------------------------------- | ------------------------------------------------- |
| Anna Hladká (KHK)                                 | Rozálie Havlíčková (KHK)                          | Lucie Jakešová (PRK)                              |

| Biatlon (závod s hromadným startem, mladší chlapci) | Biatlon (závod s hromadným startem, mladší chlapci) | Biatlon (závod s hromadným startem, mladší chlapci) |
| 1. místo                                            | 2. místo                                            | 3. místo                                            |
| --------------------------------------------------- | --------------------------------------------------- | --------------------------------------------------- |
| Patrik Býma (LBK)                                   | Alex Bainar (MSK)                                   | Tobiáš Veselý (STK)                                 |

| Biatlon (závod s hromadným startem, starší chlapci) | Biatlon (závod s hromadným startem, starší chlapci) | Biatlon (závod s hromadným startem, starší chlapci) |
| 1. místo                                            | 2. místo                                            | 3. místo                                            |
| --------------------------------------------------- | --------------------------------------------------- | --------------------------------------------------- |
| Vojtěch Tenzing Ciler (KHK)                         | Tomáš Kocmánek (VYS)                                | Matěj Volech (LBK)                                  |

| Biatlon (sprint, mladší dívky) | Biatlon (sprint, mladší dívky) | Biatlon (sprint, mladší dívky) |
| 1. místo                       | 2. místo                       | 3. místo                       |
| ------------------------------ | ------------------------------ | ------------------------------ |
| Nela Svobodová (VYS)           | Lucie Mocíková (ÚSK)           | Anika Holubová (LBK)           |

| Biatlon (sprint, mladší chlapci) | Biatlon (sprint, mladší chlapci) | Biatlon (sprint, mladší chlapci) |
| 1. místo                         | 2. místo                         | 3. místo                         |
| -------------------------------- | -------------------------------- | -------------------------------- |
| Šimon Macek (PLK)                | Alex Bainar (MSK)                | Patrik Býma (LBK)                |

| Biatlon (sprint, starší chlapci) | Biatlon (sprint, starší chlapci) | Biatlon (sprint, starší chlapci) |
| 1. místo                         | 2. místo                         | 3. místo                         |
| -------------------------------- | -------------------------------- | -------------------------------- |
| Vojtěch Tenzing Ciler (KHK)      | Ondřej Dušek (PRK)               | Tomáš Kocmánek (VYS)             |

| Biatlon (sprint, starší dívky) | Biatlon (sprint, starší dívky) | Biatlon (sprint, starší dívky) |
| 1. místo                       | 2. místo                       | 3. místo                       |
| ------------------------------ | ------------------------------ | ------------------------------ |
| Anna Maršounová (STK)          | Lucie Málková (PRK)            | Anna Hladká (KHK)              |

| Freestyle lyžování (družstva) | Freestyle lyžování (družstva) | Freestyle lyžování (družstva) |
| 1. místo                      | 2. místo                      | 3. místo                      |
| ----------------------------- | ----------------------------- | ----------------------------- |
| Liberecký kraj                | Zlínský kraj                  | Ústecký kraj                  |

| Freestyle lyžování (skicross, starší žáci) | Freestyle lyžování (skicross, starší žáci) | Freestyle lyžování (skicross, starší žáci) |
| 1. místo                                   | 2. místo                                   | 3. místo                                   |
| ------------------------------------------ | ------------------------------------------ | ------------------------------------------ |
| Sebastián Alfrád Juhos (JMK)               | Jakub Správka (LBK)                        | Šimon Třešňák (ÚSK)                        |

| Freestyle lyžování (skicross, starší žákyně) | Freestyle lyžování (skicross, starší žákyně) | Freestyle lyžování (skicross, starší žákyně) |
| 1. místo                                     | 2. místo                                     | 3. místo                                     |
| -------------------------------------------- | -------------------------------------------- | -------------------------------------------- |
| Zora Částková (PLK)                          | Tereza Bláhová (KHK)                         | Eliška Soukupová (ÚSK)                       |

| Freestyle lyžování (skicross, mladší žáci) | Freestyle lyžování (skicross, mladší žáci) | Freestyle lyžování (skicross, mladší žáci) |
| 1. místo                                   | 2. místo                                   | 3. místo                                   |
| ------------------------------------------ | ------------------------------------------ | ------------------------------------------ |
| Štěpán Novotný (STK)                       | Jan Kráčmer (KHK)                          | Václav Správka (LBK)                       |

| Freestyle lyžování (skicross, mladší žákyně) | Freestyle lyžování (skicross, mladší žákyně) | Freestyle lyžování (skicross, mladší žákyně) |
| 1. místo                                     | 2. místo                                     | 3. místo                                     |
| -------------------------------------------- | -------------------------------------------- | -------------------------------------------- |
| Sára Škubalová (ZLK)                         | Terezie Lahodová (LBK)                       | Thea Trnková (PRK)                           |

| Snowboarding (snowboardcross, mladší žákyně) | Snowboarding (snowboardcross, mladší žákyně) | Snowboarding (snowboardcross, mladší žákyně) |
| 1. místo                                     | 2. místo                                     | 3. místo                                     |
| -------------------------------------------- | -------------------------------------------- | -------------------------------------------- |
| Nikol Novosadová (STK)                       | Dorota Chalupníková (PRK)                    | Anežka Mendlová (PHA)                        |

| Snowboarding (snowboardcross, mladší žáci) | Snowboarding (snowboardcross, mladší žáci) | Snowboarding (snowboardcross, mladší žáci) |
| 1. místo                                   | 2. místo                                   | 3. místo                                   |
| ------------------------------------------ | ------------------------------------------ | ------------------------------------------ |
| David Panuška (PHA)                        | Viktor Majkus (KVK)                        | Jonáš Krauer (KVK)                         |

| Snowboarding (snowboardcross, starší žákyně) | Snowboarding (snowboardcross, starší žákyně) | Snowboarding (snowboardcross, starší žákyně) |
| 1. místo                                     | 2. místo                                     | 3. místo                                     |
| -------------------------------------------- | -------------------------------------------- | -------------------------------------------- |
| Anna Tomanová (KVK)                          | Zuzana Kočanová (JČK)                        | Ema Jusková (PHA)                            |

| Snowboarding (paralelní obří slalom, starší žáci) | Snowboarding (paralelní obří slalom, starší žáci) | Snowboarding (paralelní obří slalom, starší žáci) |
| 1. místo                                          | 2. místo                                          | 3. místo                                          |
| ------------------------------------------------- | ------------------------------------------------- | ------------------------------------------------- |
| Aleš Polidor (STK)                                | Lukáš Jech (STK)                                  | Daniel Tobias Volopich (PLK)                      |

| Snowboarding (paralelní obří slalom, starší žákyně) | Snowboarding (paralelní obří slalom, starší žákyně) | Snowboarding (paralelní obří slalom, starší žákyně) |
| 1. místo                                            | 2. místo                                            | 3. místo                                            |
| --------------------------------------------------- | --------------------------------------------------- | --------------------------------------------------- |
| Karolína Mikesková (ZLK)                            | Adina Křenková (ZLK)                                | Vendula Mináriková (MSK)                            |

| Snowboarding (paralelní obří slalom, mladší žáci) | Snowboarding (paralelní obří slalom, mladší žáci) | Snowboarding (paralelní obří slalom, mladší žáci) |
| 1. místo                                          | 2. místo                                          | 3. místo                                          |
| ------------------------------------------------- | ------------------------------------------------- | ------------------------------------------------- |
| Jonáš Krauer (KVK)                                | Petr Gola (MSK)                                   | Viktor Majkus (KVK)                               |

| Snowboarding (paralelní obří slalom, mladší žákyně) | Snowboarding (paralelní obří slalom, mladší žákyně) | Snowboarding (paralelní obří slalom, mladší žákyně) |
| 1. místo                                            | 2. místo                                            | 3. místo                                            |
| --------------------------------------------------- | --------------------------------------------------- | --------------------------------------------------- |
| Nikol Novosadová (STK)                              | Emma Kolmanová (JČK)                                | Yaroslava Huliy (ÚSK)                               |

| Alpské lyžování (paralelní slalom, družstvo) | Alpské lyžování (paralelní slalom, družstvo) | Alpské lyžování (paralelní slalom, družstvo) |
| 1. místo                                     | 2. místo                                     | 3. místo                                     |
| -------------------------------------------- | -------------------------------------------- | -------------------------------------------- |
| Královéhradecký kraj                         | Zlínský kraj                                 | Moravskoslezský kraj                         |

| Alpské lyžování (obří slalom, starší žáci) | Alpské lyžování (obří slalom, starší žáci) | Alpské lyžování (obří slalom, starší žáci) |
| 1. místo                                   | 2. místo                                   | 3. místo                                   |
| ------------------------------------------ | ------------------------------------------ | ------------------------------------------ |
| Christián Mário Tyle (KHK)                 | David Chroustovský (VYS)                   | Jan Pešl (ZLK)                             |

| Alpské lyžování (obří slalom, starší žákyně) | Alpské lyžování (obří slalom, starší žákyně) | Alpské lyžování (obří slalom, starší žákyně) |
| 1. místo                                     | 2. místo                                     | 3. místo                                     |
| -------------------------------------------- | -------------------------------------------- | -------------------------------------------- |
| Natali Anna Machytková (KHK)                 | Karolína Polášková (ZLK)                     | Vanesa Bohánská (KHK)                        |

| Alpské lyžování (obří slalom, mladší žáci) | Alpské lyžování (obří slalom, mladší žáci) | Alpské lyžování (obří slalom, mladší žáci) |
| 1. místo                                   | 2. místo                                   | 3. místo                                   |
| ------------------------------------------ | ------------------------------------------ | ------------------------------------------ |
| Petr Sychrovský (KHK)                      | Mariam Wojtyla (MSK)                       | Benjamin Leba (PHA)                        |

| Alpské lyžování (obří slalom, mladší žákyně) | Alpské lyžování (obří slalom, mladší žákyně) | Alpské lyžování (obří slalom, mladší žákyně) |
| 1. místo                                     | 2. místo                                     | 3. místo                                     |
| -------------------------------------------- | -------------------------------------------- | -------------------------------------------- |
| Ester Štulíková (PRK)                        | Lenka Tvarůžková (LBK)                       | Anna Lukavská (PLK)                          |

| Alpské lyžování (slalom, mladší žáci) | Alpské lyžování (slalom, mladší žáci) | Alpské lyžování (slalom, mladší žáci) |
| 1. místo                              | 2. místo                              | 3. místo                              |
| ------------------------------------- | ------------------------------------- | ------------------------------------- |
| Štěpán Jahoda (ZLK)                   | Benjamin Leba (PHA)                   | Adam Novotný (JČK)                    |

| Alpské lyžování (slalom, mladší žákyně) | Alpské lyžování (slalom, mladší žákyně) | Alpské lyžování (slalom, mladší žákyně) |
| 1. místo                                | 2. místo                                | 3. místo                                |
| --------------------------------------- | --------------------------------------- | --------------------------------------- |
| Agáta Kunrtová (LBK)                    | Lenka Tvarůžková (LBK)                  | Anna Lukavská (PLK)                     |

| Alpské lyžování (slalom, starší žákyně) | Alpské lyžování (slalom, starší žákyně) | Alpské lyžování (slalom, starší žákyně) |
| 1. místo                                | 2. místo                                | 3. místo                                |
| --------------------------------------- | --------------------------------------- | --------------------------------------- |
| Natali Anna Machytková (KHK)            | Mia Vacková (JMK)                       | Antonie Pantůčková (JMK)                |

| Alpské lyžování (slalom, starší žáci) | Alpské lyžování (slalom, starší žáci) | Alpské lyžování (slalom, starší žáci) |
| 1. místo                              | 2. místo                              | 3. místo                              |
| ------------------------------------- | ------------------------------------- | ------------------------------------- |
| Christian Mário Tyle (KHK)            | David Chroustovský (VYS)              | Roman Sobotka (JMK)                   |

| Krasobruslení (volná jízda, mladší žákyně) | Krasobruslení (volná jízda, mladší žákyně) | Krasobruslení (volná jízda, mladší žákyně) |
| 1. místo                                   | 2. místo                                   | 3. místo                                   |
| ------------------------------------------ | ------------------------------------------ | ------------------------------------------ |
| Zuzana Gorná (MSK)                         | Sára Klepetková (PRK)                      | Michelle Eve Kučabová (ÚSK)                |

| Krasobruslení (starší žákyně) | Krasobruslení (starší žákyně) | Krasobruslení (starší žákyně) |
| 1. místo                      | 2. místo                      | 3. místo                      |
| ----------------------------- | ----------------------------- | ----------------------------- |
| Tereza Havránková (KVK)       | Veronika Taubeová (MSK)       | Sofie Mertlová (JČK)          |

| Krasobruslení (volná jízda, mladší žáci) | Krasobruslení (volná jízda, mladší žáci) | Krasobruslení (volná jízda, mladší žáci) |
| 1. místo                                 | 2. místo                                 | 3. místo                                 |
| ---------------------------------------- | ---------------------------------------- | ---------------------------------------- |
| Marek Drahoš (PRK)                       | Ondřej Szőke (MSK)                       | Petr Páleníček (ZLK)                     |

| Krasobruslení (starší žáci) | Krasobruslení (starší žáci) | Krasobruslení (starší žáci) |
| 1. místo                    | 2. místo                    | 3. místo                    |
| --------------------------- | --------------------------- | --------------------------- |
| Marián Klus (MSK)           | Jan Klement (PHA)           | Miron Jefremenko (STK)      |

| Krasobruslení (družstvo) | Krasobruslení (družstvo) | Krasobruslení (družstvo)         |
| 1. místo                 | 2. místo                 | 3. místo                         |
| ------------------------ | ------------------------ | -------------------------------- |
| Moravskoslezský kraj     | Hlavní město Praha       | Pardubický kraj/Středočeský kraj |

| Běžecké lyžování (2km volně, mladší žákyně) | Běžecké lyžování (2km volně, mladší žákyně) | Běžecké lyžování (2km volně, mladší žákyně) |
| 1. místo                                    | 2. místo                                    | 3. místo                                    |
| ------------------------------------------- | ------------------------------------------- | ------------------------------------------- |
| Amálie Kornfeldová (KHK)                    | Edita Kohoutová (LBK)                       | Anna Knillová (KHK)                         |

| Běžecké lyžování (4km volně, starší žáci) | Běžecké lyžování (4km volně, starší žáci) | Běžecké lyžování (4km volně, starší žáci) |
| 1. místo                                  | 2. místo                                  | 3. místo                                  |
| ----------------------------------------- | ----------------------------------------- | ----------------------------------------- |
| Lukáš Štěrba (KVK)                        | Matěj František Beran (KHK)               | František David (OLK)                     |

| Běžecké lyžování (3km volně, mladší žáci) | Běžecké lyžování (3km volně, mladší žáci) | Běžecké lyžování (3km volně, mladší žáci) |
| 1. místo                                  | 2. místo                                  | 3. místo                                  |
| ----------------------------------------- | ----------------------------------------- | ----------------------------------------- |
| Max Pacholík (LBK)                        | Jakub Lukeš (LBK)                         | Rostislav Janíček (VYS)                   |

| Běžecké lyžování (3km volně, starší žákyně) | Běžecké lyžování (3km volně, starší žákyně) | Běžecké lyžování (3km volně, starší žákyně) |
| 1. místo                                    | 2. místo                                    | 3. místo                                    |
| ------------------------------------------- | ------------------------------------------- | ------------------------------------------- |
| Magdalena Ciprysová (KVK)                   | Jana Machová (LBK)                          | Silvie Půbalová (JČK)                       |

| Běžecké lyžování (2km klasicky, mladší žákyně) | Běžecké lyžování (2km klasicky, mladší žákyně) | Běžecké lyžování (2km klasicky, mladší žákyně) |
| 1. místo                                       | 2. místo                                       | 3. místo                                       |
| ---------------------------------------------- | ---------------------------------------------- | ---------------------------------------------- |
| Amálie Kornfeldová (KHK)                       | Anna Knillová (KHK)                            | Edita Kohoutová (LBK)                          |

| Běžecké lyžování (3km klasicky, mladší žáci) | Běžecké lyžování (3km klasicky, mladší žáci) | Běžecké lyžování (3km klasicky, mladší žáci) |
| 1. místo                                     | 2. místo                                     | 3. místo                                     |
| -------------------------------------------- | -------------------------------------------- | -------------------------------------------- |
| Max Pacholík (LBK)                           | Jakub Lukeš (LBK)                            | Jan Horáček (KHK)                            |

| Běžecké lyžování (3km klasicky, starší žákyně) | Běžecké lyžování (3km klasicky, starší žákyně) | Běžecké lyžování (3km klasicky, starší žákyně) |
| 1. místo                                       | 2. místo                                       | 3. místo                                       |
| ---------------------------------------------- | ---------------------------------------------- | ---------------------------------------------- |
| Jana Machová (LBK)                             | Anna Masnicová (LBK)                           | Magdalena Ciprysová (KVK)                      |

| Běžecké lyžování (4km klasicky, starší žáci) | Běžecké lyžování (4km klasicky, starší žáci) | Běžecké lyžování (4km klasicky, starší žáci) |
| 1. místo                                     | 2. místo                                     | 3. místo                                     |
| -------------------------------------------- | -------------------------------------------- | -------------------------------------------- |
| Lukáš Štěrba (KVK)                           | Filip Drda (LBK)                             | František David (OLK)                        |

| Běžecké lyžování (štafeta žáci + žákyně) | Běžecké lyžování (štafeta žáci + žákyně) | Běžecké lyžování (štafeta žáci + žákyně) |
| 1. místo                                 | 2. místo                                 | 3. místo                                 |
| ---------------------------------------- | ---------------------------------------- | ---------------------------------------- |
| Liberecký kraj                           | Královéhradecký kraj                     | Kraj Vysočina                            |

| Běžecké lyžování zrakově postižených (dívky) | Běžecké lyžování zrakově postižených (dívky) | Běžecké lyžování zrakově postižených (dívky) |
| 1. místo                                     | 2. místo                                     | 3. místo                                     |
| -------------------------------------------- | -------------------------------------------- | -------------------------------------------- |
| Simona Bubeníčková (KHK)                     | Lucie Palečková (PLK)                        | Anna Sauerová (ÚSK)                          |

| Běžecké lyžování zrakově postižených (chlapci) | Běžecké lyžování zrakově postižených (chlapci) | Běžecké lyžování zrakově postižených (chlapci) |
| 1. místo                                       | 2. místo                                       | 3. místo                                       |
| ---------------------------------------------- | ---------------------------------------------- | ---------------------------------------------- |
| Jiří Uhlíř (MSK)                               | Vladimír Dřínka (LBK)                          | Tadeáš Kuzdřál (ZLK)                           |

| Taneční Sport (Taneční páry U15) | Taneční Sport (Taneční páry U15) | Taneční Sport (Taneční páry U15) |
| 1. místo                         | 2. místo                         | 3. místo                         |
| -------------------------------- | -------------------------------- | -------------------------------- |
| Olomoucký kraj                   | Jihomoravský kraj                | Hlavní město Praha               |

| Taneční Sport (Taneční páry U18) | Taneční Sport (Taneční páry U18) | Taneční Sport (Taneční páry U18) |
| 1. místo                         | 2. místo                         | 3. místo                         |
| -------------------------------- | -------------------------------- | -------------------------------- |
| Olomoucký kraj                   | Jihomoravský kraj                | Liberecký kraj                   |

| Sportovní lezení (bouldering, U15 dívky) | Sportovní lezení (bouldering, U15 dívky) | Sportovní lezení (bouldering, U15 dívky) |
| 1. místo                                 | 2. místo                                 | 3. místo                                 |
| ---------------------------------------- | ---------------------------------------- | ---------------------------------------- |
| Elen Strculová (PHA)                     | Kristina Vaculíková (JMK)                | Veronika Harmáčková (PLK)                |

| Sportovní lezení (bouldering, U15 chlapci) | Sportovní lezení (bouldering, U15 chlapci) | Sportovní lezení (bouldering, U15 chlapci) |
| 1. místo                                   | 2. místo                                   | 3. místo                                   |
| ------------------------------------------ | ------------------------------------------ | ------------------------------------------ |
| David Suchý (PLK)                          | Maxmilian Suchan (PHA)                     | Martin Kopáček (LBK)                       |

| Sportovní lezení (lezení na obtížnost, U15 chlapci) | Sportovní lezení (lezení na obtížnost, U15 chlapci) | Sportovní lezení (lezení na obtížnost, U15 chlapci) |
| 1. místo                                            | 2. místo                                            | 3. místo                                            |
| --------------------------------------------------- | --------------------------------------------------- | --------------------------------------------------- |
| David Suchý (PLK)                                   | Maxmilian Suchan (PHA)                              | Ondřej Kvapil (ZLK)                                 |

| Sportovní lezení (lezení na obtížnost, U15 dívky) | Sportovní lezení (lezení na obtížnost, U15 dívky) | Sportovní lezení (lezení na obtížnost, U15 dívky) |
| 1. místo                                          | 2. místo                                          | 3. místo                                          |
| ------------------------------------------------- | ------------------------------------------------- | ------------------------------------------------- |
| Veronika Harmáčková (PLK)                         | Elen Strculová (PHA)                              | Ema Smékalová (PHA)                               |